# Замулинцы
Замулинцы (укр. Замулинці) — село в Матеевецкой сельской общине Коломыйского района Ивано-Франковской области Украины.
Население по переписи 2001 года составляло 978 человек. Занимает площадь 7,98 км². Почтовый индекс — 78292. Телефонный код — 03433.